# Epilobium brunnatum
Epilobium brunnatum är en dunörtsväxtart som beskrevs av G.D. Kitchener och D.R. Mckean. Epilobium brunnatum ingår i släktet dunörter, och familjen dunörtsväxter. Inga underarter finns listade i Catalogue of Life.